# 오하라촌 (이바라키현)
오하라촌(大原村)은 이바라키현 니시이바라키군에 일찍이 존재했던 촌이다. 

## 지리
- 구 도모베정의 북부, 현재 가사마시의 동부에 위치한다.

## 역사
- 1889년 4월 1일 - 정촌제 시행에 의해 니시이바라키군 오하라촌이 성립하였다.
- 1955년 1월 15일 - 시시도정, 기타카와네촌과 합병해 도모베정이 성립하여, 동일 오하라촌은 폐지되었다

## 인구
| 1891년 | 2,893 |
| 1920년 | 3,092 |
| 1935년 | 3,291 |
| 1950년 | 4,307 |

## 교통

### 도로
- 2급 국도
  - 국도 제 122호선 (현:국도 제50호선)